# Франколу
Франколу (фр. Francolu корс. Francolu) — річка Корсики (Франція). Довжина 11,2 км, витік знаходиться на висоті 290 метрів над рівнем моря на схилах пагорба-гори Тівару (Tivaru) (329 м). Впадає в протоку Боніфачьо, саме тієї частини, що приналежна Тірренському морю.
Протікає через комуну Боніфачьо і тече територією департаменту Південна Корсика та кантоном Боніфачьо (de Bonifacio).